# 모르귄블라디드

모르귄블라디드의 로고

모르귄블라디드(아이슬란드어: Morgunblaðið)는 조간지라는 의미의 아이슬란드의 신문이다. 모르귄블라디드의 웹사이트인 mbl.is는 아이슬란드에서 가장 유명한 웹사이트이다.

## 역사
모르귄블라디드는 빌햐울뮈르 핀센과 아이슬란드의 첫 대통령인 스베이든 비외르든손의 형제인 올라뷔르 비외르든손이 만들었다. 8장 분량의 창간호는 1913년 11월 2일에 나왔다.
1964년 2월 25일 시그문드 요한손이 쉬르트세이섬의 캐리커처를 그린 후 1975년부터 2008년 10월까지 모르귄블라디드의 전속 만화가로 일했다.
신문의 소유주들은 2009년 9월 아이슬란드에서 가장 오래 재임한 총리이자 전 중앙은행 총리였던 다비드 오트손을 신문의 편집자 중 한 명으로 임명하는 논란의 여지가 있는 결정을 내렸다.